# .cu
.cu este domeniul național de nivel superior (ccTLD) al Cubei în Internet.